# Samuel Howard Ash

Samuel Howard Ash aufgenommen zwischen 1915 und 1920.

Samuel Howard Ash, kurz Sam Ash oder Samuel Ash, (* 28. August 1884 in Campbell, Kentucky; † 20. Oktober 1951 in Hollywood, Kalifornien) war ein US-amerikanischer Varietékünstler, Sänger und Schauspieler.

## Biographie
Sam Ash wurde als Sohn englischer Immigranten geboren. In der Frühzeit seines Schaffens trat der Tenor überwiegend als Sänger von Broadway-Musicals in Erscheinung. So unter anderem in Rudolf Friml Premiere von Katinka (1915), Doing Qur Bit (1917), Monte Cristo, Jr. (1919), Some Party (1922) und zuletzt in The Singing Rabbi (1931). Im gleichen Zeitraum begann er ab 1916 mit Tonaufnahmen als Interpret von Musikstücken der populärsten Genres zur damaligen Zeit und tätigte diese für die bekanntesten Unternehmen der Musikindustrie, wie Pathé, Operaphone, Lyric, Okeh, Gennett und Edison, insbesondere aber für Columbia,  jedoch weniger für Victor. Zu den entstandenen Aufnahmen zählen neben vielen weiteren Stücken Goodbye, Virginia (1915, Columbia), Rackety Coo (1916, Columbia), gemeinsam gesungen mit Grace Kerns sowie Irving Berlins Truppenabschiedslied für die Soldaten des Ersten Weltkriegs Smile and Show Your Dimple (1917, Columbia).
Trotz des anhaltenden Erfolgs seiner Plattenverkäufe begann Ash sich in den darauffolgenden Jahren, immer weniger Aufnahmen veröffentlichend, in Richtung Kinematographie umzuorientieren und als Charakterschauspieler in diversen Filmen mitzuwirken. So war er in Produktionen wie Unmasket (1930), Kiss and Make Up (1934) und A Man Betrayed (1936) in den unterschiedlichsten Rollen zu sehen. Die Schauspielerei setzte Ash bis zu seinem Tod fort, wobei er ab Mitte der 1930er Jahre nur noch in zahlreichen Klein- und Kleinstrollen auftrat. Sein Schaffen umfasst rund 200 Produktionen, von denen einige posthum erschienen.
Des Weiteren engagierte er sich in dem von ihm gegründeten Unternehmen, welches unter dem Namen Ashcraft firmierte und sich dem Vertrieb von Holzbausätzen widmete. Ash verstarb im Alter von 67 Jahren an Herzversagen und fand seine letzte Ruhestätte auf dem Forest Lawn Memorial Park in Hollywood.

## Filmografie (Auswahl)
- 1933: 1. Preis: Paris (Gorl Without a Room)
- 1934: Schiffbruch unter Palmen (We're Not Dressing)
- 1934: Geheimagent 13 (Operator 13)
- 1934: Tempel der Schönheit (Kiss and Make-Up)
- 1934: Die lustige Witwe (The Merry Widow)
- 1934: Weiße Parade (The White Parade)
- 1935: Giganten der Unterwelt (Under Pressure)
- 1935: Frühling in Paris (Paris in Spring)
- 1935: Mad Love
- 1935: Im Scheinwerferlicht (Bright Lights)
- 1935: Sie heiratet den Chef (She Married Her Boss)
- 1935: Liebe im Handumdrehen (Hands Across the Table)
- 1935: Spione küßt man nicht (Rendezvous)
- 1935: Der Mann, der die Bank von Monte Carlo sprengte (The Man Who Broke the Bank at Monte Carlo)
- 1936: Bankräuber in USA (It Had to Happen)
- 1936: Der Rächer (Robin Hood of El Dorado)
- 1936: Gefahr! (And Sudden Death)
- 1936: San Francisco
- 1937: Der Liebesreporter (Love Is News)
- 1937: Meuterei in Sing-Sing (Nancy Steele Is Misding!)
- 1937: Ein König und ein Girl (The King and the Chorus Girl)
- 1937: Pariser Bekanntschaft (I Met Him in Paris)
- 1937: Exklusiv (Exclusive)
- 1937: Die große Stadt (Big City)
- 1937: Charlie Chan am Broadway (Charlie Chan on Broadway)
- 1937: Die fremde Frau (Madame X)
- 1937: Frisco-Express (Wells Fargo)
- 1938: Vier Leichen auf Abwegen (A Slight Case of Murder)
- 1938: Alexander’s Ragtime Band
- 1938: Du und ich (You and Me)
- 1938: Marie-Antoinette (Marie Antoinette)
- 1938: Auf verbotenen Wegen (Ride a Crooked Mile)
- 1939: Auf in den Kampf (Stand Up and Fight)
- 1939: Überfall im Chinesenviertel (King of Chinatown)
- 1939: Union Pacific
- 1939: Der junge Mr. Lincoln (Young Me. Lincoln)
- 1939: Damals in Hollywood (Hollywood Cavalcade)
- 1939: Mr. Smith geht nach Washington (Mr. Smith Goes to Washington)
- 1940: Die scharlachroten Reiter (North West Mounted Police)
- 1941: Das Gesicht hinter der Maske (The Face Behind the Mask)
- 1941: Dem Schicksal vorgegriffen (Flight from Destiny)
- 1941: Die Falschspielerin (The Lady Eve)
- 1941: Citizen Kane
- 1941: Blondie in Society
- 1941: Blüten im Staub (Blossoms in the Dust)
- 1941: Herzen in Flammen (Manpower)
- 1941: Reich wirst du nie (You'll Never Get Rich)
- 1942: Roxie Hart
- 1942: Thema: Der Mann (The Male Animal)
- 1942: Der Gentleman-Killer (Kid Glove Killer)
- 1942: Schatten am Fenster (Fingers at the Window)
- 1942: Zeuge der Anklage (The Talk of the Town)
- 1943: Laurel und Hardy: Schrecken aller Spione (Air Raid Warden)
- 1943: Botschafter in Moskau (Mission to Moscow)
- 1943: Immer mehr, immer fröhlicher (The More the Merrier)
- 1943: Laurel und Hardy: Die Tanzmeister (The Dancing Masters)
- 1944: Captain America
- 1944: Es tanzt die Göttin (Cover Girl)
- 1944: So ein Papa (Casanova Brown)
- 1945: Todesrennen über die Prärie (Man from Oklahoma)
- 1945: Wildwest rechnet ab (Don't Fence Me In)
- 1945: Dick Tracy
- 1946: Gilda
- 1946: Die große Lüge (A Stolen Life)
- 1946: Rächer der Unterwelt (The Killers)
- 1946: Die wunderbare Puppe (Magnificent Doll)
- 1946: Ist das Leben nicht schön? (It's a Wonderful Life)
- 1947: Die Dame und der Cowboy (Saddle Pals)
- 1947: Pauline, laß das Küssen sein (The Perils of Pauline)
- 1947: Der Windhund und die Lady (The Hucksters)
- 1947: Das Doppelleben des Herrn Mitty (The Secret Life of Walter Mitty)
- 1947: Die Unbesiegten (Unconquered)
- 1947: Ein Mann für Millie (The Mating of Millie)
- 1947: Der beste Mann (State of the Union)
- 1948: Die bronzene Göttin (The Velvet Touch)
- 1948: Liebe an Bord (Luxury Liner)
- 1948: Die Macht des Bösen (Force of Evil)
- 1949: Canadian Pacific
- 1949: Der große Gatsby (The Great Gatsby)
- 1949: Der Schlagerkönig (Oh, You Beautiful Doll)
- 1949: Samson und Delilah (Samson and Delilah)
- 1949: Angst vor der Schande (My Foolish Heart)
- 1951: SOS – Zwei Schwiegermütter (The Mating Season)
- 1951: Den Hals in der Schlinge (Along the Great Divide)
- 1952: The Big Sky – Der weite Himmel (The Big Sky)